# Paşapınarı, Şiran
Paşapınarı là một xã thuộc huyện Şiran, tỉnh Gümüşhane, Thổ Nhĩ Kỳ. Dân số thời điểm năm 2008 là 57 người.